# Chaux-lès-Clerval
Chaux-lès-Clerval è un comune francese di 199 abitanti situato nel dipartimento del Doubs nella regione della Borgogna-Franca Contea.

## Società

### Evoluzione demografica
Abitanti censiti